# Horse Cave
Horse Cave är en ort i Hart County, Kentucky, USA. År 2010 hade orten 2 311 invånare. Den har enligt United States Census Bureau en area på 7,7 km², allt är land.